# Marija Poljakova
Marija Jur'evna Poljakova (in russo Мария Юрьевна Полякова?; Mosca, 8 maggio 1997) è una tuffatrice russa.

## Biografia
Ai Europei di nuoto di Glasgow 2018 ha vinto la medaglia d'oro nel concorso del trampolino 1 metro, terminando la gara avanti alla connazionale Nadežda Bažina ed all'italiana Elena Bertocchi.

## Palmarès
- Europei

Glasgow 2018: oro nel trampolino 1 m.
- Giochi europei

Baku 2015: oro nel trampolino 1 m e argento nel sincro 3 m.
- Universiade
- Taipei 2017: bronzo nel sincro 3 m.